# Zeno xứ Citium
Zeno xứ Cititum (tiếng Hy Lạp: Ζήνων ὁ Κιτιεύς, Zēnōn ho Kitieus, 334 TCN-262 TCN) là nhà triết học người Hy Lạp. Ông là người sáng lập ra chủ nghĩa khắc kỷ.

## Cuộc đời
Zeno xứ Citium luôn sống theo câu châm ngôn nổi tiếng: 
| “ | Con người có hai tai và một miệng để nghe nhiều hơn và nói ít hơn | ” |

Ông chết bằng cách tự bóp cổ mình sau một lần vấp ngã mà ông cho rằng đó là điêm báo trước.

## Những quan niệm đáng chú ý

### Triết học nói chung
Zeno xứ Citium đã định hình ra thứ triết học mà sau này bất kỳ nhà khắc kỷ nào cũng đều đi theo. Ông có viết như thế này:
| “ | Có thể so sánh triết học với một con vật: xương và thần kinh là logic học, thịt là đạo đức học, tâm hồn là vật lý học; hay là vỏ quả trứng là logic học, lòng đỏ là đạo đức học, còn cái nằm giữa là vật lý học | ” |

Hay ông cũng ví von:
| “ | Triết học giống như vườn cây có muôn loại hoa quả, trong đó logic học là hàng rào, vật lý học là cây cối và đạo đức học là hoa quả | ” |

Khi đọc các đoan văn trên, ta thấy rõ ràng ông phân định triết học gồm 3 bộ phận: logic học, vật lý học và đạo đức học.

### Quan niệm trongnhận thức luận
Khác với những người đi trước, hoặc là khẳng định nhận thức cảm tính và phủ nhận nhận thức lý tính, hoặc là ngược lại, Zeno đã khẳng định:
| “ | Chúng ta có khả năng lĩnh hội về nhận thức thế giới bên ngoài bẳng cả cảm tính lẫn lý tính | ” |

### Quan điểm vềkhái niệm
Zeno cho rằng "các khái niệm không phải là kết quả thỏa thuận giữa mọi người về việc đặt tên cho các sự vật mà ngược lại bản thân các khái niệm được quy định bởi các vật và bản chất của các vật."

## Tác phẩm
Zeno xứ Citium là người viết nhiều. Các tác phẩm chính của ông bao gồm:
- Về cuộc đời phù hợp với tự nhiên
- Logic học
- Về cảm hứng hay là bản tính con người
- Về nhà nước
- Về pháp luật
- Về giáo dục ở Hy Lạp
- Về dục vọng
- Về nghĩa vụ
- Các vấn đề chung
- Về ký hiệu
- Về mục đích
- Các vấn đề của Hómēros
- Về nghề thơ
- Về ngôn từ
- Giáo trình về tình yêu
- Bác bỏ
- Đạo đức học

## Câu nói nổi tiếng
| “ | Con người có hai tai và một miệng để nghe nhiều hơn và nói ít hơn | ” |